# بیکرزفیلد، میسوری
بیکرزفیلد (به انگلیسی: Bakersfield) یک منطقهٔ مسکونی در ایالات متحده آمریکا است که در شهرستان اوزارک، میزوری واقع شده‌است.
 بیکرزفیلد ۳٫۵۵ کیلومتر مربع مساحت و ۲۴۶ نفر جمعیت دارد و ۲۱۳٫۹۷ متر بالاتر از سطح دریا واقع شده‌است.